# Марк Аррунций Аквила (консул-суффект 77 года)
Марк Аррунций Аквила (лат. Marcus Arruntius Aquila) — римский политический деятель конца I века.
Аквила, по всей видимости, происходили из италийского города Патавий. Его отцом был консул-суффект 66 года, носивший такое же имя. Аквила начал карьеру в качестве монетного триумвира. Затем он находился на посту квестора императора Нерона. После этого он последовательно был народным трибуном и претором. В 77 году он занимал должность консула-суффекта вместе с Квинтом Помпеем Вописком Гаем Аррунцием Кателлием Целером. Кроме того, Аквила входил в состав жреческой коллегии квиндецемвиров священнодействий.